# Seewald und Umgebung
Das Landschaftsschutzgebiet Seewald und Umgebung ist ein mit Verordnung der Unteren Naturschutzbehörde beim Landratsamt Ludwigsburg vom 22. April 1988 ausgewiesenes Landschaftsschutzgebiet (LSG-Nummer 1.18.050).

## Lage und Beschreibung
Das 189 Hektar große Gebiet liegt nördlich von Korntal-Münchingen und gehört naturräumlich zum Neckarbecken.
Es handelt sich um ein Waldgebiet mit angrenzenden Obstwiesen- und Feldbereiche als Lebensraum zahlreicher Pflanzen und Tiere und bedeutender Naherholungsbereich umgeben von dichter Besiedlung.
Der Seewald liegt vollständig auf Münchinger Gemarkung. Südlich des Höhenweg befinden sich Streuobstwiesen auf Korntaler Gemarkung. 

## Schutzzweck
Wesentlicher Schutzzweck ist gemäß Schutzgebietsverordnung die Erhaltung und Sicherung des Waldgebietes sowie der angrenzenden Obstwiesen- und Felderbereiche in ihrer Funktion als Lebensraum zahlreicher Tiere und Pflanzen und als bedeutender Naherholungsbereich.